# Чэ (фамилия)

Иероглиф клана Чэ

Чэ (Che, 車/车) — китайская фамилия (клан). Перевод — «телега» (159 иероглифический ключ Канси). По состоянию на 2008 год занимает 191-е место по численности в Китае с 540 тысячами носителей.
Корейское произношение — Чха (차).

## Известные Чэ
- Чэ Жуньцю[англ.] (род. 1990) — гонконгский футболист.
- Чэ Мянь[англ.] (род. 1983) — китайская легкоатлетка-паралимпиец, призёр Паралимпиад 2004 и 2008 годов.
- Чэ Цзюнь (род. 1955) — китайский государственный и политический деятель, секретарь парткома КПК провинции Чжэцзян.
- Чэ Чжихун[англ.] (род. 1975) — китайская гандболистка, участница Олимпиады 1996 года.
- Чэ Шивэй[англ.] (род. 1996) — китайский футболист.
- Чэ Юнхун (车永宏, 1833—1914) — известный в Китае учитель боевых единоборств школы Синъицюань. Уроженец провинции Шаньси.